# Khufiyya

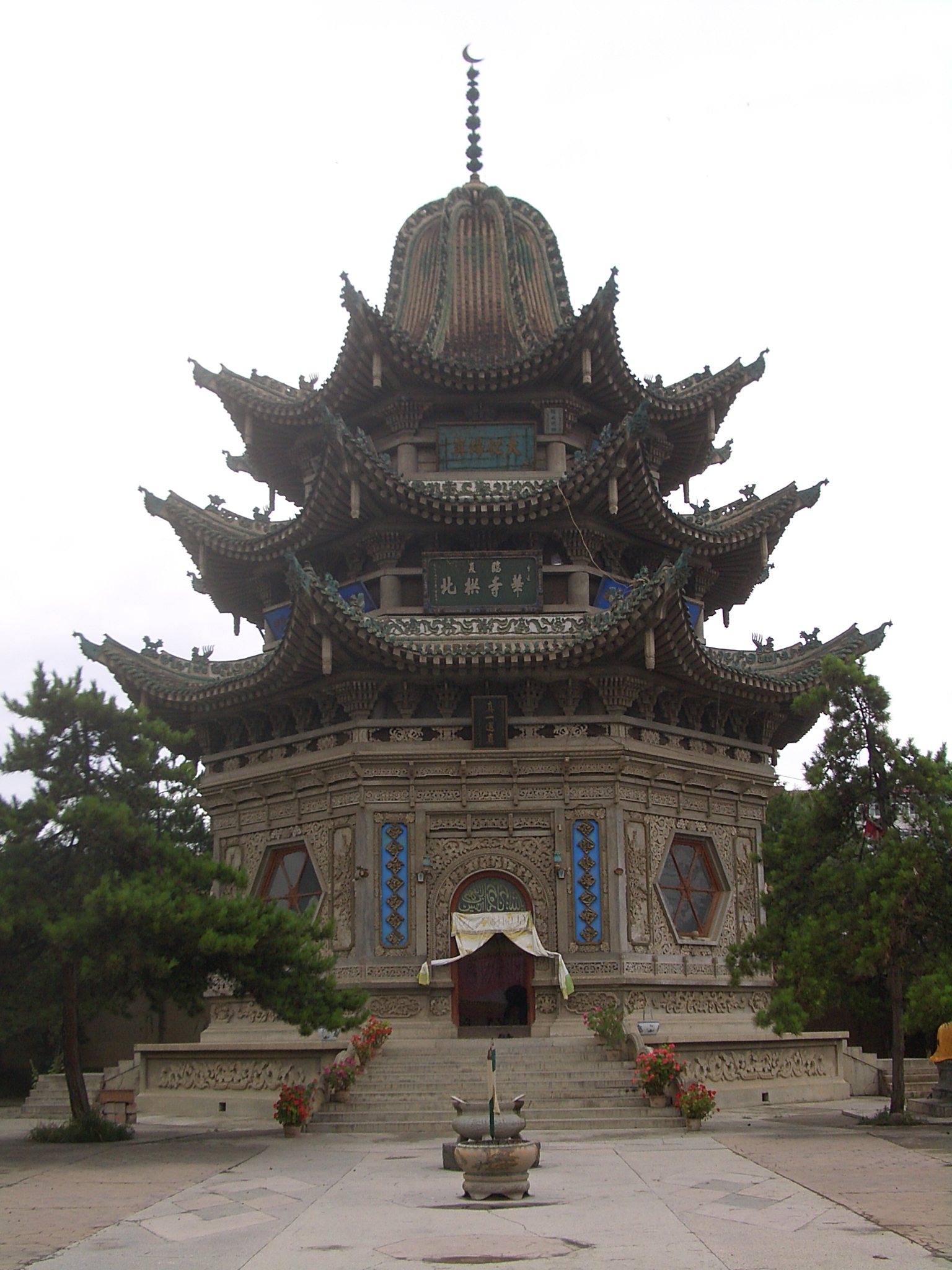
Mausoleo di Ma Laichi, Linxia, Gansu, Cina

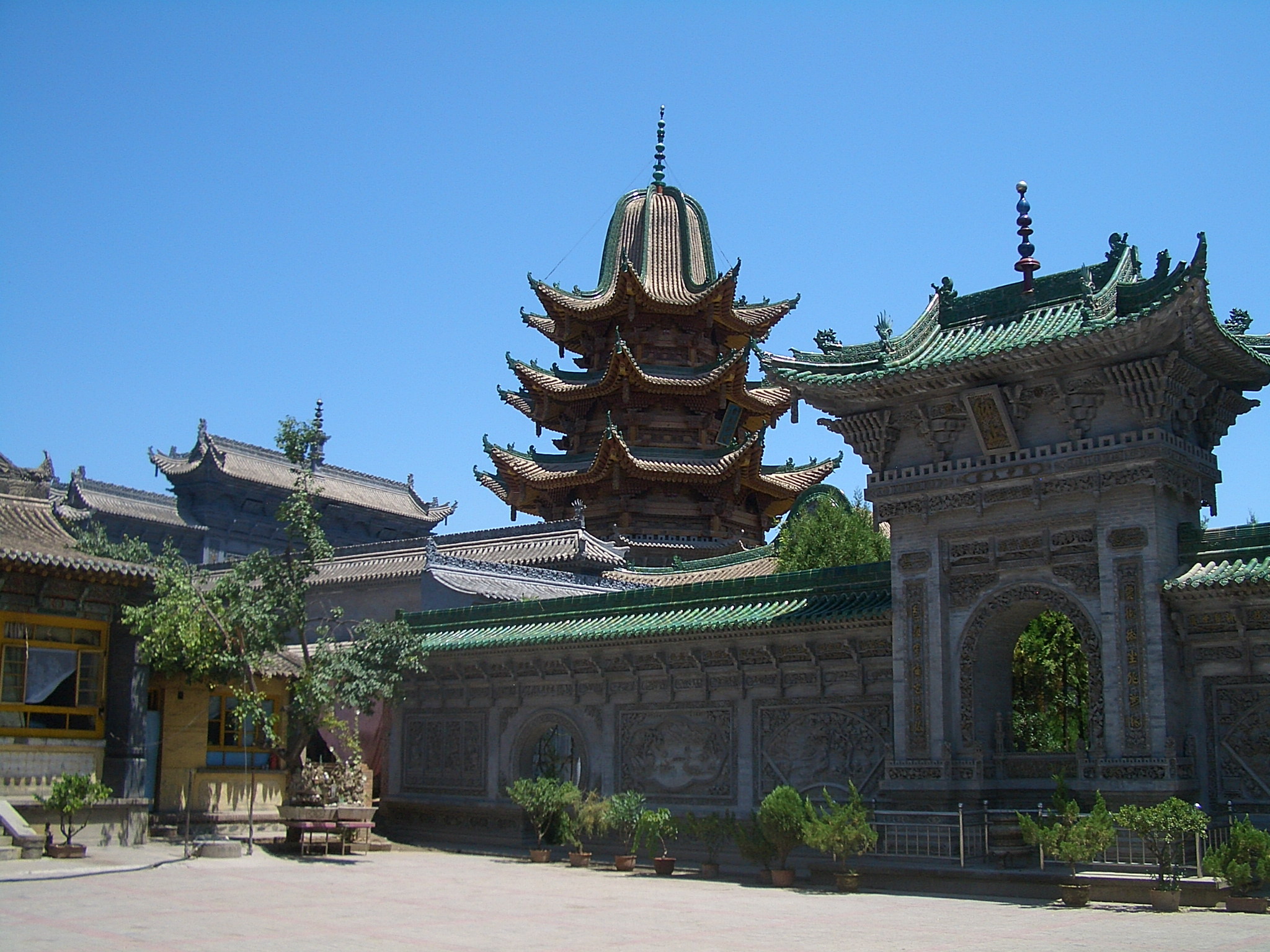
Yu Baba, architettura islamica Gongbei a Linxia

Khufiyya (HǔfūyéP, lingua araba: خفيه, i silenziosi) è un ordine Sufi dell'Islam cinese e fu il primo ad essere creato in Cina e assieme a Jahriyya, Qadariyya, e Kubrawiyyah, è noto come uno dei quattro ordini del sufismo cinese.
I seguaci Khufiyya vivono principalmente nella Cina nord-occidentale, in particolare nella provincia di Gansu. L'ordine segue la scuola di Hanafi in termini di giurisprudenza. Credenze tradizionali all'interno dell'ordine proclamano l'origine del Khufiyya ad Abū Bakr. Inoltre, le dottrine Khufiyya sono influenzate dal Confucianesimo, dall'approccio confuciano o dal modo di esporre testi sacri islamici conosciuti come "Yiru Quanjing" (以儒詮經).

## Storia
L'origine dell'ordine Khufiyya può essere fatta risalire ai Naqshbandiyya dell'Asia centrale, sunnisti delle confraternite islamiche del Sufismo, che a loro volta hanno le radici nello Sham. Le loro missioni diedero origine alla prosperità dei sufi a Bukhara e Samarcanda. Makhdumi Azam, un capo Naqshbandiyya del XVII secolo, si stabilì a Kashgar dove i suoi discendenti promossero e cementarono i suoi insegnamenti. I discendenti di Azam erano conosciuti come Miskiya e Ishaqis.
Ad introdurre il Khufiyya in Cina fu il Muftī di Lintao di nome Ma Shouzhen (馬守貞). Egli era nato nel 1633, durante il regno dell'imperatore Chongzhen. In gioventù seguì gli insegnamenti del missionario Miskiya Afaq Khoja, che visitò Hezhou nel 1672 e contribuì notevolmente alla diffusione del sufismo in Cina. All'età di quarant'anni, Shouzhen iniziò la predicazione e dopo 50 anni, l'ordine era diventato una comunità religiosa considerevole.
Ma Laichi può essere considerato come un altro membro fondatore dell'ordine Khufiyya. Sotto la guida di Ma Taibaba, un contemporaneo di Ma Shouzhen, venne introdotto al sufismo. Dopo il pellegrinaggio a La Mecca, tornò in Cina e predicò per 32 anni in Qinghai e nella provincia di Gansu. In seguito creò l'Huasi Menhuan, che rimane un'importante denominazione del Sufismo cinese.
All'inizio del XVIII secolo, Xian Meizhen, un altro discepolo di Afaq Khoja, predicò nelle province interne della Cina. La denominazione Xianmen Menhuan è stata fondata da Meizhen. Gradualmente, in anni di pratica e conversione religiosa, diverse denominazioni del Khufiyya formarono Jiaofang (教 坊) - residenza dei seguaci di un menhuan. Come i Jahriyya, i Khufiyyan Jiaofang erano organizzati in comunità dirette da un Akhoond.
Durante il regno di Qianlong della dinastia Qing, i "vecchi" ordini del sufismo cinese rappresentati da Khufiyya incontrarono un'ondata di riformisti guidata da Ma Mingxin, il fondatore di Jahriyya che era noto come il "Nuovo ordine". Ma Mingxing si oppose e criticò la discendenza ereditaria del Khufiyyan menhuan e attirò seguaci da Gansu, Ningxia e Qinghai. Nei successivi conflitti tra Khufiyya e Jahriyya e i loro affari religiosi e politici, il governo Qing sostenne i Khufiyya e vide i Jahriyya come una minaccia al suo dominio.
Durante la rivoluzione culturale, il Khufiyya fu tra le molte organizzazioni religiose che subirono persecuzioni e pressioni. Durante questo periodo molte moschee furono demolite e venne proibita la pratica religiosa. Il divieto imposto alla professione della religione venne revocato dopo la Terza sessione plenaria dell'11° Comitato centrale del Partito comunista cinese. Nella Cina contemporanea, i seguaci del Khufiyya vivono principalmente a Linxia, Tianshui e Lanzhou nella provincia di Gansu.

## Filosofia
Come altri ordini Sufi, il Khufiyya è caratterizzato dalla venerazione dei santi, la ricerca dell'illuminazione, e il dhikr (tranquilla ripetizione di frasi devozionali o preghiere). Il "dhikr" dei seguaci Khufiyya ha un tono basso o addirittura silenzioso, che rimanda al significato di "Khufiyya", che in arabo significa "i silenziosi" Inoltre, il Khufiyya fu relativamente conformista rispetto al governo centrale della Cina in diversi periodi storici.
L'ordine Khufiyya rifiuta la pratica eccessiva dell'astinenza dai desideri mondani, promuove una via di vita spirituale equilibrata tra le cose profane e gli sforzi spirituali.
I discepoli dell'ordine Khufiyya sono tenuti a completare la lettura del Corano e degli Ḥadīth. In particolare, è necessario recitare il sufi (dhikr) in maniera silenziosa. Un maestro di discepoli Khufiyya è noto come Murshid.

## Demografia
Nel 1988, circa 6.781.500 cinesi Hui (7.2% dei musulmani) erano identificati come seguaci Khufiyya e nella provincia di Ningxia, vi erano 560 moschee affiliate all'ordine. Gli aderenti all'ordine Khufiyya si trovano nella maggior parte nord-occidentali della Cina, con insediamenti nelle province interne dello Yunnan, Sichuan, Henan, Jilin e Hebei.

## Menhuan
Esistono più di 20 menhuan (denominazioni). Di seguito vengono indicate soltanto le maggiori della fratellanza Khufiyya:
- Huasi Menhuan
- Lintao Menhuan
- Beizhuang Menhuan, Basuchi Menhuan, e Jinggou Menhuan
- Mingyuetang
- Humen Menhuan
- Xianmen Menhuan
- Hongmen Menhuan
- Wenquantang e Tonggui Menhuan
- Gaozhaojia Menhuan
- Salar
- Famen Menhuan
- Dingmen Menhuan